# Limestone River
Limestone River är ett vattendrag i Kanada.   Det ligger i provinsen Manitoba, i den östra delen av landet, 1 800 km nordväst om huvudstaden Ottawa.
Trakten runt Limestone River består huvudsakligen av våtmarker. Trakten runt Limestone River är nära nog obefolkad, med mindre än två invånare per kvadratkilometer.